# 2. Eishockey-Bundesliga
Die 2. Eishockey-Bundesliga war von 1973 bis 1994 sowie von 1998 bis 2013 die zweithöchste Eishockeyspielklasse in Deutschland. Sie wurde ursprünglich vom Deutschen Eishockey-Bund, ab 2002 von der Eishockeyspielbetriebsgesellschaft organisiert. 1994 wurde die 2. Liga mit der Eishockey-Bundesliga zur Deutschen Eishockey Liga zusammengelegt. Neue zweithöchste Spielklasse war die 1. Liga. 1998 wurde die Liga neu gegründet und 2013 durch die DEL2 ersetzt.

## 2. Bundesliga 1973 bis 1994
| Saison  | Meister                                            | Meister          |
| ------- | -------------------------------------------------- | ---------------- |
| 1973/74 | ESV Kaufbeuren                                     | ESV Kaufbeuren   |
| 1974/75 | EV Rosenheim                                       | EV Rosenheim     |
| 1975/76 | Augsburger EV                                      | Augsburger EV    |
| 1976/77 | ESV Kaufbeuren                                     | ESV Kaufbeuren   |
| 1977/78 | Augsburger EV                                      | Augsburger EV    |
| 1978/79 | Duisburger SC                                      | Duisburger SC    |
| 1979/80 | ESV Kaufbeuren                                     | ESV Kaufbeuren   |
| 1980/81 | ERC Freiburg                                       | ERC Freiburg     |
| 1981/82 | EHC Essen                                          | EHC Essen        |
| 1982/83 | ERC Freiburg                                       | ERC Freiburg     |
|         | Meister Nord                                       | Meister Süd      |
| 1983/84 | Berliner SC Preussen                               | SV Bayreuth      |
| 1984/85 | Berliner SC Preussen                               | SV Bayreuth      |
| 1985/86 | Berliner SC Preussen                               | Augsburger EV    |
| 1986/87 | Berliner SC Preussen                               | EHC Freiburg     |
| 1987/88 | Krefelder EV                                       | EHC Freiburg     |
| 1988/89 | Krefelder EV                                       | SV Bayreuth      |
| 1989/90 | ECD Sauerland                                      | SV Bayreuth      |
| 1990/91 | ECD Sauerland                                      | EHC 80 Nürnberg  |
| 1990/91 | ESV Kaufbeuren (Meister der bundesweiten Endrunde) |                  |
| 1991/92 | EC Kassel                                          | Augsburger EV    |
| 1992/93 | SB DJK Rosenheim                                   | SB DJK Rosenheim |
| 1993/94 | Augsburger EV                                      | Augsburger EV    |

Erstmals zur Saison 1973/74 bekam die zweithöchste Spielklasse den Namen 2. Bundesliga. Von 1973 bis 1983 wurde die 2. Bundesliga eingleisig ausgetragen. In der Saison 1981/82 wurde erstmals eine Vorrunde in den Gruppen Nord und Süd und eine bundesweite Endrunde ausgespielt. Ab der Saison 1983/84 wurde die 2. Bundesliga in Nord und Süd aufgeteilt, die besten Mannschaften jeder Gruppe spielten mit den letzten der Bundesliga eine Relegationsrunde. Ab der Saison 1990/91 gab es eine gemeinsame Endrunde der 2. Bundesliga mit einem Direktaufsteiger, aber 1992/93 wieder eine eingleisige Liga.
Die große Zahl an Insolvenzen der Zweitligisten war 1994 ein Grund für die Abschaffung der 2. Bundesliga und die Einführung der Deutschen Eishockey Liga mit 18 Mannschaften, jedoch ohne Auf- und Abstieg. Als höchste Liga unterhalb der DEL wurde die 1. Liga mit den Staffeln Nord und Süd geschaffen, die den Amateurmeister ausspielte.

## 2. Bundesliga 1998 bis 2013
| Saison    | Meister                 |
| --------- | ----------------------- |
| 1998/99   | Moskitos Essen          |
| 1999/2000 | Düsseldorfer EG         |
| 2000/01   | ERC Ingolstadt          |
| 2001/02   | REV Bremerhaven         |
| 2002/03   | EHC Freiburg            |
| 2003/04   | EHC Wolfsburg           |
| 2004/05   | EV Duisburg             |
| 2005/06   | Straubing Tigers        |
| 2006/07   | Grizzly Adams Wolfsburg |
| 2007/08   | Kassel Huskies          |
| 2008/09   | Bietigheim Steelers     |
| 2009/10   | EHC München             |
| 2010/11   | Ravensburg Towerstars   |
| 2011/12   | Landshut Cannibals      |
| 2012/13   | Bietigheim Steelers     |

Nachdem sich die DEL 1997 vollständig vom Verband DEB gelöst hatte, entschloss sich dieser, ab 1998 eine eigene deutschlandweite Profiliga unter dem Namen Bundesliga zu organisieren. Bereits in der Saison 1997/98 spielte die 1. Liga eine gemeinsame Endrunde aus. Für die Bundesliga-Saison 1998/1999 konnte der DEB-Präsident und ehemalige Präsident der Düsseldorfer EG, Rainer Gossmann, neben den besten Mannschaften der 1. Liga auch die Düsseldorfer EG, welche sich aus der DEL zurückgezogen hatte, gewinnen. Meister wurden die Moskitos Essen, welche in der Folgesaison in die DEL aufstiegen.
Zur Saison 1999/2000 wurde die Liga nach einer Vereinbarung mit der DEL in 2. Bundesliga umbenannt, die DEL verwendete in der Folge den Namen DEL – Die 1. Bundesliga. Die Liga startete wie im Vorjahr mit 16 Mannschaften, nach einer Einfachrunde spielten die besten Mannschaften in Meisterrunde und Playoffs den Zweitligameister aus, die restlichen Mannschaften spielten in Relegationsrunden mit den besten Mannschaften der Oberliga.
Nach mehreren Vereinskonkursen während der Saison 2000/01 wurde die 2. Bundesliga auf zwölf Mannschaften reduziert. Später wurde als Sollzahl der Liga 14 Mannschaften festgelegt. Die Clubs absolvierten eine Doppelrunde. Die ersten acht spielten in anschließenden Playoffs den Meister aus, welcher sich für die DEL bewerben konnte. In den Spielzeiten 2008/09 und 2009/10 wurden sogenannte Pre-Playoffs vorgeschaltet, bei denen die Mannschaften auf den Plätzen 7–10 im Best-of-Three-Verfahren zwei Playoff-Teilnehmer ausspielten. Die letzten vier Mannschaften spielten in Play-downs die Direktabsteiger aus.
Zur Saison 2002/03 wurde die Organisation der 2. Bundesliga vom Deutschen Eishockey Bund in die ESBG ausgelagert. Die meisten Mannschaften der 2. Bundesliga waren seitdem, wie in der DEL, durch Kapitalgesellschaften organisiert. Die ESBG führte die Lizenzierung der Clubs durch. Die Lizenz blieb beim jeweiligen Stammverein. Trotz der Finanzprüfung kam es aber immer wieder zu Insolvenzen und Lizenzverweigerungen:
- 2002, 2004, 2010 – SC Riessersee
- 2006 – Wölfe Freiburg
- 2008 – Moskitos Essen
- 2009 – Tölzer Löwen
- 2013 – Hannover Indians

Für die Saison 2006/07 wurde ein Generalsponsor gefunden und die Liga offiziell in ASSTEL Eishockey Liga umbenannt. Der Vertrag wurde aber bereits nach einer Saison wieder beendet.
Seit der Saison 2007/08 waren die Spiele der 2. Eishockey-Bundesliga im bundesweiten Free-TV zu sehen. Das DSF zeigte bis zum Ende der Saison 2009/10 jeden Samstagmorgen eine halbstündige Magazinsendung über die Top-Begegnungen des Freitag-Spieltags. Dieses Magazin wurde zur Saison 2010/11 eingestellt, da die Clubs sich an der Finanzierung nicht mehr beteiligen wollten.
Die Beziehungen von DEL, DEB und ESBG waren in einem Kooperationsvertrag geregelt. Die kurzfristige Einführung einer Relegation mit dem Letzten der DEL 2009 wurde von der ESBG abgelehnt, da auf Grund der „gegebenen Strukturen und Notwendigkeiten für den Spielbetrieb der 2. Liga und Oberliga“ die Austragung der Relegation nicht möglich sei. 2011 wurde zwischen dem DEB und der DEL ein neuer Kooperationsvertrag ausgehandelt, dem sich die ESBG nicht anschloss. Der Grund waren die aus Sicht der ESBG nicht annehmbaren Bedingungen, insbesondere für die vorgesehene Relegation. Damit war ein sportlicher Aufstieg aus der 2. Bundesliga in die DEL nicht mehr möglich.
In der Folge kam es zu Streitereien zwischen dem DEB und den Zweitligisten, die darin gipfelten, dass die Zweitligisten dem DEB die Stimmrechte in der ESBG absprachen, die dieser treuhänderisch für die nicht mehr zur ESBG gehörenden Oberligen innehatte. Die ESBG kündigte im November 2012 ihren Kooperationsvertrag mit dem DEB und dessen Landeseissportverbänden. Schließlich beschlossen die Zweitligisten am 18. April 2013, eine eigene Spielbetriebsgesellschaft zu gründen und eng mit der DEL zu kooperieren. Der DEB kündigte an, diese Neugründung zur „wilden Liga“ zu erklären. Am 17. Juli 2013 einigten sich der DEB und die Zweitligisten, einen Tag, bevor ein Antrag auf einstweilige Verfügung der ESBG vor Gericht verhandelt werden konnte. Der Spielbetrieb der zweiten Spielklasse wird von der ESBG zunächst bis 2018 weitergeführt, diese jedoch von den Zweitligaclubs selbst geführt. Seit der Saison 2013/14 trägt die zweite Liga den Namen DEL2.